# 法罕·阿克塔爾
法罕·阿克塔爾（英語：Farhan Akhtar，1974年1月9日—）是一名印度男演員、製片人和导演。他的父亲Javed Akhtar是印度知名诗人、作曲家和編劇。阿克塔爾最為人所知的电影有《人生不再重来》、《Bhaag Milkha Bhaag》、《Dil Dhadakne Do》、《Wazir》等。

## 外部連結
- 法罕·阿克塔爾在互联网电影资料库（IMDb）上的資料（英文）